# Gustav Schleicher (Maler)
Gustav Schleicher (* 16. November 1887 in Stuttgart; † 31. Januar 1973 ebenda) war ein deutscher Maler und Architekt.

## Leben und Wirken
Schleicher studierte unter anderem an der Kunstakademie Stuttgart Malerei. Hier freundete er sich mit Oskar Schlemmer, Otto Meyer-Amden und Willi Baumeister an und gehörte mit ihnen zum sogenannten Hölzel-Kreis.
Schleicher wurde Mitarbeiter im Architekturbüro von Adolf Loos und arbeitete später als Oberbaurat im Landesgewerbeamt Stuttgart. Er wurde zum Oberregierungsrat ernannt. Nach 1945 war er auch als Inhaber eines eigenen Architekturbüros in Stuttgart tätig. Ein großer Teil seines künstlerischen Nachlasses befindet sich bei der Kunsthandlung Thomas Leon Heck in Dußlingen.

## Schriften
- mit Konstanty Gutschow, Oskar Schmidt et al.: Wettbewerb Handelsschule Stuttgart. In: Die Bauzeitung, ISSN 0932-0822, Jahrgang 1928, S. 103–111, S. 127–129.
- mit Konstanty Gutschow, Oskar Schmidt et al.: Wettbewerb Geschäftshaus am Bahnhofsplatz Stuttgart. In: Die Bauzeitung, Jahrgang 1929, S. 42–46, S. 52–56.
- Gustav Schleicher, Ludwig Schweizer: Planung und Wiederaufbau von Crailsheim. In: Die Bauzeitung, Jahrgang 1949, S. 21–33, S. 121–135.
- (u. a.): Wettbewerb für den Neubau des „Kleinen Hauses“ der Staatstheater in Stuttgart. In: Bauen + Wohnen, ISSN 0005-6529, Jahrgang 1954, S. 25–26.
- Oscar Schlemmers erste Ballettprobe. Erinnerung eines Jugendfreundes an die Anfänge des Triadischen Balletts. In: Stuttgarter Zeitung vom 6. September 1958.